# Liste der Nummer-eins-Hits in Deutschland (2011)
Diese Liste enthält alle Nummer-eins-Hits in Deutschland im Jahr 2011. Es gab in diesem Jahr 16 Nummer-eins-Singles und 33 Nummer-eins-Alben.
Die Single- und Albumcharts werden von Media Control wöchentlich zusammengestellt. Sie berücksichtigen sowohl online Download-Käufe als auch den Verkauf physischer Tonträger (CDs). Auswertungszeitraum ist jeweils Freitag bis Donnerstag der nachfolgenden Woche. Am Dienstag darauf werden die Charts zunächst für die Musikindustrie bekannt gegeben, die offizielle Veröffentlichung erfolgt jeweils am Freitag darauf.

## Singles
| ← 2010 ← | Liste der Nummer-eins-Hits in Deutschland | Liste der Nummer-eins-Hits in Deutschland | Liste der Nummer-eins-Hits in Deutschland | 2012 →                    |
| \| Zeitraum \| Wo. ges. \| Interpret \| Titel Autor(en) \| Zusätzliche Informationen \| \| (Zeitraum, Wochen auf Platz eins, Interpret, Titel, Autor[en], zusätzliche Informationen) \| \| \| \| \| \| ----------------------------------------------------------------------------------------- \| -------- \| ------------------------------------- \| ------------------------------------------------------------------------------------------------------------------------------------------------------------------------------- \| ------------------------- \| \| 17. Dezember 2010 – 6. Januar 2011 3 Wochen (insgesamt 12) \| 12 \| Israel Kamakawiwoʻole \| Somewhere over the Rainbow / What a Wonderful World Harold Arlen, George Douglas, E. Y. Harburg, George David Weiss \| – \| \| 7. Januar 2011 – 3. Februar 2011 4 Wochen \| 4 \| The Black Eyed Peas \| The Time (Dirty Bit) Will Adams, Allan Apll Pineda, Jaime Luis Gomez, Stacy Ferguson, Adam Charles Wood Freeland, Alexander Charles Lachlan Drury \| – \| \| 4. Februar 2011 – 17. Februar 2011 2 Wochen \| 2 \| Adele \| Rolling in the Deep Paul Richard Epworth, Adele Laurie Blue Adkins \| – \| \| 18. Februar 2011 – 17. März 2011 4 Wochen (insgesamt 6) \| 6 \| Bruno Mars \| Grenade Claude Kelly, Peter Gene Hernandez, Christopher Steven Brown, Philip Martin Lawrence II, Ari Levine, Andrew Wyatt \| – \| \| 18. März 2011 – 31. März 2011 2 Wochen \| 2 \| Lady Gaga \| Born This Way Fernando Garibay, Paul Blair, Stefani Germanotta, Jeppe Breum Laursen \| – \| \| 1. April 2011 – 14. April 2011 2 Wochen (insgesamt 6) \| 6 \| Bruno Mars \| Grenade Claude Kelly, Peter Gene Hernandez, Christopher Steven Brown, Philip Martin Lawrence II, Ari Levine, Andrew Wyatt \| – \| \| 15. April 2011 – 19. Mai 2011 5 Wochen (insgesamt 6) \| 6 \| Jennifer Lopez feat. Pitbull \| On the Floor Armando Christian Perez, Nadir Khayat, Gonzalo Hermosa Gonzáles, Ulises Hermosa Gonzáles, Kinda Vivianne Hamid, Bilal Hajji, Achraf Jannusi, Geraldo Jacop Sandell \| – \| \| 20. Mai 2011 – 16. Juni 2011 4 Wochen \| 4 \| Pietro Lombardi \| Call My Name Dieter Bohlen \| – \| \| 17. Juni 2011 – 30. Juni 2011 2 Wochen \| 2 \| LMFAO feat. Lauren Bennett & GoonRock \| Party Rock Anthem Stefan Kendal Gordy, Skyler Husten Gordy, David Jamahl Listenbee, Peter Henry Schroeder III \| – \| \| 1. Juli 2011 – 7. Juli 2011 1 Woche (insgesamt 6) \| 6 \| Jennifer Lopez feat. Pitbull \| On the Floor Armando Christian Perez, Nadir Khayat, Gonzalo Hermosa Gonzáles, Ulises Hermosa Gonzáles, Kinda Vivianne Hamid, Bilal Hajji, Achraf Jannusi, Geraldo Jacop Sandell \| – \| \| 8. Juli 2011 – 25. August 2011 7 Wochen \| 7 \| Alexandra Stan \| Mr. Saxobeat Andrei Nemirschi, Vasile Marcel Prodan \| – \| \| 26. August 2011 – 1. September 2011 1 Woche \| 1 \| Lucenzo feat. Don Omar \| Danza Kuduro William Omar Landron Rivera, Fabrice Cyril Toigo, Philippe Louis de Oliveira, Faouzi Barkati, Ali Fitzgerald Moore \| – \| \| 2. September 2011 – 27. Oktober 2011 8 Wochen \| 8 \| Marlon Roudette \| New Age Guy Antony Chambers, Marlon Roudette \| – \| \| 28. Oktober 2011 – 3. November 2011 1 Woche (insgesamt 4) \| 4 \| Rihanna feat. Calvin Harris \| We Found Love Calvin Harris \| – \| \| 4. November 2011 – 10. November 2011 1 Woche \| 1 \| Aura Dione \| Geronimo Aura Dione, David Jost, Joacim Persson, Thomas Troelsen, Ian O’Brien-Docker \| – \| \| 11. November 2011 – 24. November 2011 2 Wochen (insgesamt 4) \| 4 \| Rihanna feat. Calvin Harris \| We Found Love Calvin Harris \| – \| \| 25. November 2011 – 1. Dezember 2011 1 Woche \| 1 \| Flo Rida \| Good Feeling Leroy Kirkland, Pearl Woods, Etta James, Tim Bergling, Lukasz Gottwald, Tramar Dillard, Breyan Stanley Isaac, Arash Andreas Pournouri, Henry Russell Walter \| – \| \| 2. Dezember 2011 – 8. Dezember 2011 1 Woche (insgesamt 4) \| 4 \| Rihanna feat. Calvin Harris \| We Found Love Calvin Harris \| – \| \| 9. Dezember 2011 – 29. Dezember 2011 3 Wochen \| 3 \| Lana Del Rey \| Video Games Justin Parker, Elizabeth Grant \| – \| \| 30. Dezember 2011 – 2. Februar 2012 5 Wochen \| 5 \| Gotye feat. Kimbra \| Somebody That I Used to Know Walter Andre E. De Backer, Luiz Bonfá \| – \| |                                           |                                           | |                           |
| ← 2010 |                                           |                                           | | → 2012 →                  |
| Zeitraum | Wo. ges.                                  | Interpret                                 | Titel Autor(en) | Zusätzliche Informationen |
| (Zeitraum, Wochen auf Platz eins, Interpret, Titel, Autor[en], zusätzliche Informationen) |                                           |                                           | |                           |
| 17. Dezember 2010 – 6. Januar 2011 3 Wochen (insgesamt 12) | 12                                        | Israel Kamakawiwoʻole                     | Somewhere over the Rainbow / What a Wonderful World Harold Arlen, George Douglas, E. Y. Harburg, George David Weiss                                                             | –                         |
| 7. Januar 2011 – 3. Februar 2011 4 Wochen | 4                                         | The Black Eyed Peas                       | The Time (Dirty Bit) Will Adams, Allan Apll Pineda, Jaime Luis Gomez, Stacy Ferguson, Adam Charles Wood Freeland, Alexander Charles Lachlan Drury                               | –                         |
| 4. Februar 2011 – 17. Februar 2011 2 Wochen | 2                                         | Adele                                     | Rolling in the Deep Paul Richard Epworth, Adele Laurie Blue Adkins | –                         |
| 18. Februar 2011 – 17. März 2011 4 Wochen (insgesamt 6) | 6                                         | Bruno Mars                                | Grenade Claude Kelly, Peter Gene Hernandez, Christopher Steven Brown, Philip Martin Lawrence II, Ari Levine, Andrew Wyatt                                                       | –                         |
| 18. März 2011 – 31. März 2011 2 Wochen | 2                                         | Lady Gaga                                 | Born This Way Fernando Garibay, Paul Blair, Stefani Germanotta, Jeppe Breum Laursen                                                                                             | –                         |
| 1. April 2011 – 14. April 2011 2 Wochen (insgesamt 6) | 6                                         | Bruno Mars                                | Grenade Claude Kelly, Peter Gene Hernandez, Christopher Steven Brown, Philip Martin Lawrence II, Ari Levine, Andrew Wyatt                                                       | –                         |
| 15. April 2011 – 19. Mai 2011 5 Wochen (insgesamt 6) | 6                                         | Jennifer Lopez feat. Pitbull              | On the Floor Armando Christian Perez, Nadir Khayat, Gonzalo Hermosa Gonzáles, Ulises Hermosa Gonzáles, Kinda Vivianne Hamid, Bilal Hajji, Achraf Jannusi, Geraldo Jacop Sandell | –                         |
| 20. Mai 2011 – 16. Juni 2011 4 Wochen | 4                                         | Pietro Lombardi                           | Call My Name Dieter Bohlen | –                         |
| 17. Juni 2011 – 30. Juni 2011 2 Wochen | 2                                         | LMFAO feat. Lauren Bennett & GoonRock     | Party Rock Anthem Stefan Kendal Gordy, Skyler Husten Gordy, David Jamahl Listenbee, Peter Henry Schroeder III                                                                   | –                         |
| 1. Juli 2011 – 7. Juli 2011 1 Woche (insgesamt 6) | 6                                         | Jennifer Lopez feat. Pitbull              | On the Floor Armando Christian Perez, Nadir Khayat, Gonzalo Hermosa Gonzáles, Ulises Hermosa Gonzáles, Kinda Vivianne Hamid, Bilal Hajji, Achraf Jannusi, Geraldo Jacop Sandell | –                         |
| 8. Juli 2011 – 25. August 2011 7 Wochen | 7                                         | Alexandra Stan                            | Mr. Saxobeat Andrei Nemirschi, Vasile Marcel Prodan | –                         |
| 26. August 2011 – 1. September 2011 1 Woche | 1                                         | Lucenzo feat. Don Omar                    | Danza Kuduro William Omar Landron Rivera, Fabrice Cyril Toigo, Philippe Louis de Oliveira, Faouzi Barkati, Ali Fitzgerald Moore                                                 | –                         |
| 2. September 2011 – 27. Oktober 2011 8 Wochen | 8                                         | Marlon Roudette                           | New Age Guy Antony Chambers, Marlon Roudette | –                         |
| 28. Oktober 2011 – 3. November 2011 1 Woche (insgesamt 4) | 4                                         | Rihanna feat. Calvin Harris               | We Found Love Calvin Harris | –                         |
| 4. November 2011 – 10. November 2011 1 Woche | 1                                         | Aura Dione                                | Geronimo Aura Dione, David Jost, Joacim Persson, Thomas Troelsen, Ian O’Brien-Docker                                                                                            | –                         |
| 11. November 2011 – 24. November 2011 2 Wochen (insgesamt 4) | 4                                         | Rihanna feat. Calvin Harris               | We Found Love Calvin Harris | –                         |
| 25. November 2011 – 1. Dezember 2011 1 Woche | 1                                         | Flo Rida                                  | Good Feeling Leroy Kirkland, Pearl Woods, Etta James, Tim Bergling, Lukasz Gottwald, Tramar Dillard, Breyan Stanley Isaac, Arash Andreas Pournouri, Henry Russell Walter        | –                         |
| 2. Dezember 2011 – 8. Dezember 2011 1 Woche (insgesamt 4) | 4                                         | Rihanna feat. Calvin Harris               | We Found Love Calvin Harris | –                         |
| 9. Dezember 2011 – 29. Dezember 2011 3 Wochen | 3                                         | Lana Del Rey                              | Video Games Justin Parker, Elizabeth Grant | –                         |
| 30. Dezember 2011 – 2. Februar 2012 5 Wochen | 5                                         | Gotye feat. Kimbra                        | Somebody That I Used to Know Walter Andre E. De Backer, Luiz Bonfá | –                         |

## Alben
| ← 2010 ← | Liste der Nummer-eins-Alben in Deutschland | Liste der Nummer-eins-Alben in Deutschland | Liste der Nummer-eins-Alben in Deutschland  | 2012 →                    |
| \| Zeitraum \| Wo. ges. \| Interpret \| Titel \| Zusätzliche Informationen \| \| (Zeitraum, Wochen auf Platz eins, Interpret, Titel, zusätzliche Informationen) \| \| \| \| \| \| ------------------------------------------------------------------------------ \| -------- \| --------------------- \| ------------------------------------------- \| ------------------------- \| \| 31. Dezember 2010 – 27. Januar 2011 4 Wochen (insgesamt 23) \| 23 \| Unheilig \| Große Freiheit \| – \| \| 28. Januar 2011 – 3. Februar 2011 1 Woche \| 1 \| Bruno Mars \| Doo-Wops & Hooligans \| – \| \| 4. Februar 2011 – 10. Februar 2011 1 Woche (insgesamt 8) \| 8 \| Adele \| 21 \| – \| \| 11. Februar 2011 – 17. Februar 2011 1 Woche \| 1 \| Beatsteaks \| Boombox \| – \| \| 18. Februar 2011 – 24. Februar 2011 1 Woche (insgesamt 2) \| 2 \| Lena \| Good News \| – \| \| 25. Februar 2011 – 3. März 2011 1 Woche \| 1 \| Roxette \| Charm School \| – \| \| 4. März 2011 – 10. März 2011 1 Woche (insgesamt 2) \| 2 \| Lena \| Good News \| – \| \| 11. März 2011 – 17. März 2011 1 Woche \| 1 \| In Extremo \| Sterneneisen \| – \| \| 18. März 2011 – 24. März 2011 1 Woche \| 1 \| R.E.M. \| Collapse into Now \| – \| \| 25. März 2011 – 31. März 2011 1 Woche \| 1 \| Rise Against \| Endgame \| – \| \| 1. April 2011 – 14. April 2011 2 Wochen (insgesamt 3) \| 3 \| Herbert Grönemeyer \| Schiffsverkehr \| – \| \| 15. April 2011 – 21. April 2011 1 Woche \| 1 \| Guano Apes \| Bel Air \| – \| \| 22. April 2011 – 28. April 2011 1 Woche \| 1 \| Foo Fighters \| Wasting Light \| – \| \| 29. April 2011 – 5. Mai 2011 1 Woche (insgesamt 3) \| 3 \| Herbert Grönemeyer \| Schiffsverkehr \| – \| \| 6. Mai 2011 – 19. Mai 2011 2 Wochen (insgesamt 8) \| 8 \| Adele \| 21 \| – \| \| 20. Mai 2011 – 26. Mai 2011 1 Woche \| 1 \| AC/DC \| Live at River Plate \| – \| \| 27. Mai 2011 – 2. Juni 2011 1 Woche \| 1 \| Bushido \| Jenseits von Gut und Böse \| – \| \| 3. Juni 2011 – 9. Juni 2011 1 Woche \| 1 \| Lady Gaga \| Born This Way \| – \| \| 10. Juni 2011 – 30. Juni 2011 3 Wochen \| 3 \| Pietro Lombardi \| Jackpot \| – \| \| 1. Juli 2011 – 7. Juli 2011 1 Woche \| 1 \| In Flames \| Sounds of a Playground Fading \| – \| \| 8. Juli 2011 – 21. Juli 2011 2 Wochen \| 2 \| Limp Bizkit \| Gold Cobra \| – \| \| 22. Juli 2011 – 28. Juli 2011 1 Woche \| 1 \| Casper \| XOXO \| – \| \| 29. Juli 2011 – 4. August 2011 1 Woche (insgesamt 8) \| 8 \| Adele \| 21 \| – \| \| 5. August 2011 – 11. August 2011 1 Woche \| 1 \| Die Amigos \| Mein Himmel auf Erden \| – \| \| 12. August 2011 – 18. August 2011 1 Woche \| 1 \| Samy Deluxe \| SchwarzWeiss \| – \| \| 19. August 2011 – 25. August 2011 1 Woche (insgesamt 12) \| 12 \| Amy Winehouse \| Back to Black \| – \| \| 26. August 2011 – 1. September 2011 1 Woche (insgesamt 8) \| 8 \| Adele \| 21 \| – \| \| 2. September 2011 – 8. September 2011 1 Woche \| 1 \| Lenny Kravitz \| Black and White America \| – \| \| 9. September 2011 – 22. September 2011 2 Wochen \| 2 \| Red Hot Chili Peppers \| I’m with You \| – \| \| 23. September 2011 – 29. September 2011 1 Woche \| 1 \| David Guetta \| Nothing but the Beat \| – \| \| 30. September 2011 – 6. Oktober 2011 1 Woche (insgesamt 8) \| 8 \| Udo Lindenberg \| MTV Unplugged – Live aus dem Hotel Atlantic \| – \| \| 7. Oktober 2011 – 13. Oktober 2011 1 Woche \| 1 \| Rosenstolz \| Wir sind am Leben \| – \| \| 14. Oktober 2011 – 20. Oktober 2011 1 Woche \| 1 \| Andrea Berg \| Abenteuer \| – \| \| 21. Oktober 2011 – 27. Oktober 2011 1 Woche \| 1 \| Peter Maffay \| Tabaluga und die Zeichen der Zeit \| – \| \| 28. Oktober 2011 – 3. November 2011 1 Woche \| 1 \| Helene Fischer \| Für einen Tag \| – \| \| 4. November 2011 – 10. November 2011 1 Woche \| 1 \| Coldplay \| Mylo Xyloto \| – \| \| 11. November 2011 – 24. November 2011 2 Wochen (insgesamt 8) \| 8 \| Udo Lindenberg \| MTV Unplugged – Live aus dem Hotel Atlantic \| – \| \| 25. November 2011 – 1. Dezember 2011 1 Woche \| 1 \| Kool Savas \| Aura \| – \| \| 2. Dezember 2011 – 15. Dezember 2011 2 Wochen (insgesamt 8) \| 8 \| Udo Lindenberg \| MTV Unplugged – Live aus dem Hotel Atlantic \| – \| \| 16. Dezember 2011 – 22. Dezember 2011 1 Woche \| 1 \| Rammstein \| Made in Germany 1995–2011 \| – \| \| 23. Dezember 2011 – 12. Januar 2012 3 Wochen (insgesamt 8) \| 8 \| Udo Lindenberg \| MTV Unplugged – Live aus dem Hotel Atlantic \| – \| |                                            |                                            |                                             |                           |
| ← 2010 |                                            |                                            |                                             | → 2012 →                  |
| Zeitraum | Wo. ges.                                   | Interpret                                  | Titel                                       | Zusätzliche Informationen |
| (Zeitraum, Wochen auf Platz eins, Interpret, Titel, zusätzliche Informationen) |                                            |                                            |                                             |                           |
| 31. Dezember 2010 – 27. Januar 2011 4 Wochen (insgesamt 23) | 23                                         | Unheilig                                   | Große Freiheit                              | –                         |
| 28. Januar 2011 – 3. Februar 2011 1 Woche | 1                                          | Bruno Mars                                 | Doo-Wops & Hooligans                        | –                         |
| 4. Februar 2011 – 10. Februar 2011 1 Woche (insgesamt 8) | 8                                          | Adele                                      | 21                                          | –                         |
| 11. Februar 2011 – 17. Februar 2011 1 Woche | 1                                          | Beatsteaks                                 | Boombox                                     | –                         |
| 18. Februar 2011 – 24. Februar 2011 1 Woche (insgesamt 2) | 2                                          | Lena                                       | Good News                                   | –                         |
| 25. Februar 2011 – 3. März 2011 1 Woche | 1                                          | Roxette                                    | Charm School                                | –                         |
| 4. März 2011 – 10. März 2011 1 Woche (insgesamt 2) | 2                                          | Lena                                       | Good News                                   | –                         |
| 11. März 2011 – 17. März 2011 1 Woche | 1                                          | In Extremo                                 | Sterneneisen                                | –                         |
| 18. März 2011 – 24. März 2011 1 Woche | 1                                          | R.E.M.                                     | Collapse into Now                           | –                         |
| 25. März 2011 – 31. März 2011 1 Woche | 1                                          | Rise Against                               | Endgame                                     | –                         |
| 1. April 2011 – 14. April 2011 2 Wochen (insgesamt 3) | 3                                          | Herbert Grönemeyer                         | Schiffsverkehr                              | –                         |
| 15. April 2011 – 21. April 2011 1 Woche | 1                                          | Guano Apes                                 | Bel Air                                     | –                         |
| 22. April 2011 – 28. April 2011 1 Woche | 1                                          | Foo Fighters                               | Wasting Light                               | –                         |
| 29. April 2011 – 5. Mai 2011 1 Woche (insgesamt 3) | 3                                          | Herbert Grönemeyer                         | Schiffsverkehr                              | –                         |
| 6. Mai 2011 – 19. Mai 2011 2 Wochen (insgesamt 8) | 8                                          | Adele                                      | 21                                          | –                         |
| 20. Mai 2011 – 26. Mai 2011 1 Woche | 1                                          | AC/DC                                      | Live at River Plate                         | –                         |
| 27. Mai 2011 – 2. Juni 2011 1 Woche | 1                                          | Bushido                                    | Jenseits von Gut und Böse                   | –                         |
| 3. Juni 2011 – 9. Juni 2011 1 Woche | 1                                          | Lady Gaga                                  | Born This Way                               | –                         |
| 10. Juni 2011 – 30. Juni 2011 3 Wochen | 3                                          | Pietro Lombardi                            | Jackpot                                     | –                         |
| 1. Juli 2011 – 7. Juli 2011 1 Woche | 1                                          | In Flames                                  | Sounds of a Playground Fading               | –                         |
| 8. Juli 2011 – 21. Juli 2011 2 Wochen | 2                                          | Limp Bizkit                                | Gold Cobra                                  | –                         |
| 22. Juli 2011 – 28. Juli 2011 1 Woche | 1                                          | Casper                                     | XOXO                                        | –                         |
| 29. Juli 2011 – 4. August 2011 1 Woche (insgesamt 8) | 8                                          | Adele                                      | 21                                          | –                         |
| 5. August 2011 – 11. August 2011 1 Woche | 1                                          | Die Amigos                                 | Mein Himmel auf Erden                       | –                         |
| 12. August 2011 – 18. August 2011 1 Woche | 1                                          | Samy Deluxe                                | SchwarzWeiss                                | –                         |
| 19. August 2011 – 25. August 2011 1 Woche (insgesamt 12) | 12                                         | Amy Winehouse                              | Back to Black                               | –                         |
| 26. August 2011 – 1. September 2011 1 Woche (insgesamt 8) | 8                                          | Adele                                      | 21                                          | –                         |
| 2. September 2011 – 8. September 2011 1 Woche | 1                                          | Lenny Kravitz                              | Black and White America                     | –                         |
| 9. September 2011 – 22. September 2011 2 Wochen | 2                                          | Red Hot Chili Peppers                      | I’m with You                                | –                         |
| 23. September 2011 – 29. September 2011 1 Woche | 1                                          | David Guetta                               | Nothing but the Beat                        | –                         |
| 30. September 2011 – 6. Oktober 2011 1 Woche (insgesamt 8) | 8                                          | Udo Lindenberg                             | MTV Unplugged – Live aus dem Hotel Atlantic | –                         |
| 7. Oktober 2011 – 13. Oktober 2011 1 Woche | 1                                          | Rosenstolz                                 | Wir sind am Leben                           | –                         |
| 14. Oktober 2011 – 20. Oktober 2011 1 Woche | 1                                          | Andrea Berg                                | Abenteuer                                   | –                         |
| 21. Oktober 2011 – 27. Oktober 2011 1 Woche | 1                                          | Peter Maffay                               | Tabaluga und die Zeichen der Zeit           | –                         |
| 28. Oktober 2011 – 3. November 2011 1 Woche | 1                                          | Helene Fischer                             | Für einen Tag                               | –                         |
| 4. November 2011 – 10. November 2011 1 Woche | 1                                          | Coldplay                                   | Mylo Xyloto                                 | –                         |
| 11. November 2011 – 24. November 2011 2 Wochen (insgesamt 8) | 8                                          | Udo Lindenberg                             | MTV Unplugged – Live aus dem Hotel Atlantic | –                         |
| 25. November 2011 – 1. Dezember 2011 1 Woche | 1                                          | Kool Savas                                 | Aura                                        | –                         |
| 2. Dezember 2011 – 15. Dezember 2011 2 Wochen (insgesamt 8) | 8                                          | Udo Lindenberg                             | MTV Unplugged – Live aus dem Hotel Atlantic | –                         |
| 16. Dezember 2011 – 22. Dezember 2011 1 Woche | 1                                          | Rammstein                                  | Made in Germany 1995–2011                   | –                         |
| 23. Dezember 2011 – 12. Januar 2012 3 Wochen (insgesamt 8) | 8                                          | Udo Lindenberg                             | MTV Unplugged – Live aus dem Hotel Atlantic | –                         |

## Jahreshitparaden
| ← 2010 ← | Liste der Jahres-Nummer-eins-Hits in Deutschland | Liste der Jahres-Nummer-eins-Hits in Deutschland           | Liste der Jahres-Nummer-eins-Hits in Deutschland | 2012 →   |
| \| Singles \| Position# \| Alben \| \| ------------------------------------------------------------------------------------------------------------------------------------------------------------------------------------------------------------ \| --------- \| ---------------------------------------------------------- \| \| On the Floor Jennifer Lopez feat. Pitbull Armando Christian Perez, Nadir Khayat, Gonzalo Hermosa Gonzáles, Ulises Hermosa Gonzáles, Kinda Vivianne Hamid, Bilal Hajji, Achraf Jannusi, Geraldo Jacop Sandell \| 1 \| 21 Adele \| \| Mr. Saxobeat Alexandra Stan Andrei Nemirschi, Vasile Marcel Prodan \| 2 \| MTV Unplugged – Live aus dem Hotel Atlantic Udo Lindenberg \| \| Grenade Bruno Mars Claude Kelly, Peter Gene Hernandez, Christopher Steven Brown, Philip Martin Lawrence II, Ari Levine, Andrew Wyatt \| 3 \| Schiffsverkehr Herbert Grönemeyer \| \| Rolling in the Deep Adele Paul Richard Epworth, Adele Laurie Blue Adkins \| 4 \| Doo-Wops & Hooligans Bruno Mars \| \| Call My Name Pietro Lombardi Dieter Bohlen \| 5 \| Große Freiheit Unheilig \| \| New Age Marlon Roudette Guy Antony Chambers, Marlon Roudette \| 6 \| Wir sind am Leben Rosenstolz \| \| Sweat Snoop Dogg vs. David Guetta Calvin Broadus, Niles Holowell-Dhar, David Singer Vine \| 7 \| Zaz \| \| Party Rock Anthem LMFAO feat. Lauren Bennett & GoonRock Stefan Kendal Gordy, Skyler Husten Gordy, David Jamahl Listenbee, Peter Henry Schroeder III \| 8 \| Christmas Michael Bublé \| \| Give Me Everything Pitbull feat. Ne-Yo, Afrojack & Nayer Musik: Nick L. van de Wall; Text: Shaffer Smith, Armando Christian Pérez \| 9 \| Best of Helene Fischer Helene Fischer \| \| Nur noch kurz die Welt retten Tim Bendzko Tim Bendzko, Simon Triebel, Mo Brandis \| 10 \| Für einen Tag Helene Fischer \| |                                                  |                                                            |                                                  |          |
| ← 2010 |                                                  |                                                            |                                                  | → 2012 → |
| Singles | Position#                                        | Alben                                                      |                                                  |          |
| On the Floor Jennifer Lopez feat. Pitbull Armando Christian Perez, Nadir Khayat, Gonzalo Hermosa Gonzáles, Ulises Hermosa Gonzáles, Kinda Vivianne Hamid, Bilal Hajji, Achraf Jannusi, Geraldo Jacop Sandell | 1                                                | 21 Adele                                                   |                                                  |          |
| Mr. Saxobeat Alexandra Stan Andrei Nemirschi, Vasile Marcel Prodan | 2                                                | MTV Unplugged – Live aus dem Hotel Atlantic Udo Lindenberg |                                                  |          |
| Grenade Bruno Mars Claude Kelly, Peter Gene Hernandez, Christopher Steven Brown, Philip Martin Lawrence II, Ari Levine, Andrew Wyatt | 3                                                | Schiffsverkehr Herbert Grönemeyer                          |                                                  |          |
| Rolling in the Deep Adele Paul Richard Epworth, Adele Laurie Blue Adkins | 4                                                | Doo-Wops & Hooligans Bruno Mars                            |                                                  |          |
| Call My Name Pietro Lombardi Dieter Bohlen | 5                                                | Große Freiheit Unheilig                                    |                                                  |          |
| New Age Marlon Roudette Guy Antony Chambers, Marlon Roudette | 6                                                | Wir sind am Leben Rosenstolz                               |                                                  |          |
| Sweat Snoop Dogg vs. David Guetta Calvin Broadus, Niles Holowell-Dhar, David Singer Vine | 7                                                | Zaz                                                        |                                                  |          |
| Party Rock Anthem LMFAO feat. Lauren Bennett & GoonRock Stefan Kendal Gordy, Skyler Husten Gordy, David Jamahl Listenbee, Peter Henry Schroeder III | 8                                                | Christmas Michael Bublé                                    |                                                  |          |
| Give Me Everything Pitbull feat. Ne-Yo, Afrojack & Nayer Musik: Nick L. van de Wall; Text: Shaffer Smith, Armando Christian Pérez | 9                                                | Best of Helene Fischer Helene Fischer                      |                                                  |          |
| Nur noch kurz die Welt retten Tim Bendzko Tim Bendzko, Simon Triebel, Mo Brandis | 10                                               | Für einen Tag Helene Fischer                               |                                                  |          |